# 12224 Jimcornell
12224 Jimcornell è un asteroide della fascia principale. Scoperto nel 1984, presenta un'orbita caratterizzata da un semiasse maggiore pari a 2,9104555 UA e da un'eccentricità di 0,0555435, inclinata di 1,60779° rispetto all'eclittica.